# Trioza luzonensis
Trioza luzonensis är en insektsart som beskrevs av Crawford 1917. Trioza luzonensis ingår i släktet Trioza och familjen spetsbladloppor. Inga underarter finns listade i Catalogue of Life.